# Hängeboden

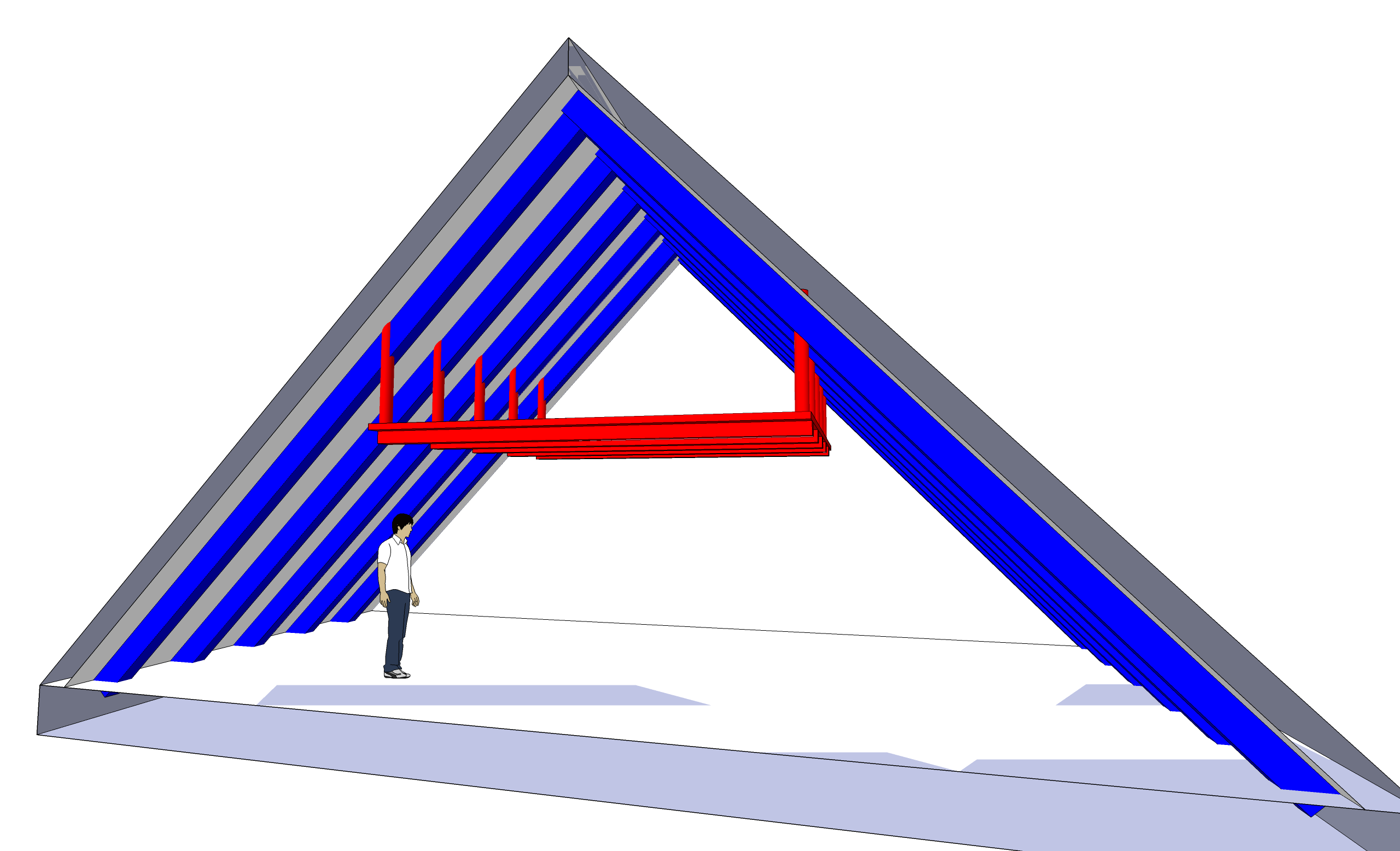
Prinzipskizze eines Hängebodens unter einem Dach (Hängeboden rot, Dachkonstruktion blau dargestellt)

Als Hängeboden oder Hängekammer wird eine unter das Dach oder unter eine Decke in der Art einer Zwischendecke eingehängte Kammer bezeichnet. Heute werden Hängeböden nur noch in Wohnbereichen eingebaut, um zusätzlichen Raum zu gewinnen, zum Beispiel als Schlafbalkon. Hängeböden können nur eingebaut werden, wenn der Raum die entsprechende Lichte Höhe hat.

## Historische Verwendung
In der Vergangenheit diente ein Hängeboden in Bauernhäusern als Schlafraum für Knechte oder Ablage. Bis ins 19. Jahrhundert wurde er auch noch in Stadthäusern verwendet. In Deutschland sowie in Frankreich lebten auch wohlsituierte bürgerliche Familien zentrumsnah in Etagenwohnungen. Diese Wohnungen boten weit weniger Möglichkeiten, das für den bürgerlichen Status notwendige Dienstmädchen unterzubringen. Das nicht beheizte Mansardenzimmer als Schlafgelegenheit für das Dienstmädchen war der Ausnahmefall. Häufig schlug das Dienstmädchen sein Bett am Abend in der Küche, im Bad oder im Flur auf. In allen europäischen Großstädten schliefen Dienstmädchen aber auch in den Hängeböden. Dies waren kleine Gelasse, die dadurch entstanden, dass man in den hohen Räumen eine zusätzliche Decke über der Speisekammer, über dem Bad oder über dem Flur einzog. Eine treffende Beschreibung eines Hängebodens ist in Theodor Fontanes Roman Der Stechlin (1899) übermittelt, der ein Dienstmädchen folgendes berichten lässt:

„Immer sind [die Hängeböden] in der Küche, mitunter dicht am Herd oder auch gerade gegenüber. Und nun steigt man auf eine Leiter und wenn man müde ist, kann man auch runterfallen. Aber meistens geht es. Und nun macht man die Tür auf und schiebt sich in das Loch hinein, ganz so wie in einen Backofen. Das is, was sie 'ne Schlafgelegenheit nennen. Und ich kann Ihnen bloß sagen: auf einem Heuboden is es besser, auch wenn Mäuse da sind. Und am schlimmsten ist es im Sommer. Draußen sind dreißig Grad, und auf dem Herd war den ganzen Tag Feuer; da is es denn, als ob man auf den Rost gelegt würde.“